# Buddhisme
Buddhisme er en ikke-teistisk verdensreligion, som er baseret på læren fra Siddharta Gautama Buddha, som antages at have levet i Indien fra 563 f.Kr. til 483 f.Kr. Han fik som voksen titlen Buddha (sanskrit: बुद्ध), der betyder “den oplyste”. Buddhismen spredte sig gradvist fra Indien til hele Østasien, hvor den er mest udbredt i dag. Buddhismens mål er opvågnen, der i sidste ende skal føre frem til den endelige oplysning.

## Grundlæggende tekster
Buddhismens grundlæggende tekster udgør skriftsamlingen "Tipitaka" (pali) eller "Tripitaka" (sanskrit), på dansk "De tre kurve" eller "De tre hovedstrømninger". Tripitika er skrevet på pali.
De tre kurve er:
1. Vinaya Pitaka, som indeholder regler for munke og nonner.
2. Sutta Pitaka, som indeholder den centrale lærdom (især for Theravada-buddhister). Sutta Pitaka består af fem samlinger.
3. Abidhamma Pitaka, som indeholder den teoretiske baggrund for Vinaya Pitaka og Sutta Pitaka.

I Mahayanabuddhismen er tre øvrige grundlæggende tekster:
1. Hjerte-Sutraen (Prajñāpāramitā-sūtra)
2. Diamant-Sutraen (Vajrachhedikāprajñapāramitā-sūtra)
3. Lotus-Sutraen (Saddharmapundarīka-sūtra)

## Lære

### Samsara
Selv om buddhismen består af forskellige retninger, så er der nogle fællestræk mellem retningerne. Et af disse fællestræk er forestillingen om samsara. Ordet "samsara" er et sanskrit-ord, der betyder "vandrende" eller "verden".  Det betegner livets kredsløb med fødsel, død og genfødsel gennem mange liv (reinkarnationer).  Ifølge buddhismen gennemgår alle levende væsener et sådant kredsløb.  
Samsara er kendetegnet ved, at det er en tilværelse i en jordisk, foranderlig verden med fødsel, vækst, aldring og død.
Tilværelsen i samsara er kendetegnet ved begær og karma. I kraft af sit begær efter jordiske besiddelser binder mennesket sig til den jordiske verden. Begæret afføder handlinger, og disse handlinger skaber en karma, der binder mennesket til at høste frugterne af sine gerninger på et senere tidspunkt. Samsara omtales undertiden som en "karmisk cyklus". Således binder begær og karma mennesket til samsara og de gentagne genfødsler.

### Skandhaerne
Mennesket er som en del af samsara kendetegnet ved foranderlighed og forgængelighed. Det har ingen permanent sjæl. Alt er flygtigt. Mennesket består kun af de foranderlige skandhaer (bunker, dele af mennesket). 
Disse skandhaer er:
1. Legemlig form - det legemlige og det der kan sanses
2. Følelser og fornemmelser, der er skabt ved at sanserne, sanseobjekterne og bevidstheden mødes
3. Forestillinger
4. Viljesytringer og handlinger
5. Bevidsthed, der samordner og kombinerer alle de andre skandhaer

Alle skandhaerne er underlagt forringelse og ødelæggelse. De bliver til, og de opløses. De er ikke konstante eller permanente, og de er ikke metafysisk virkelige.
Skandhaerne er de materielle og mentale faktorer, der medvirker til fremkomsten af begær og klamring til fænomener i samsara. 

### Karma
Karma (sanskrit, pali: kamma) betyder "handling". I den buddhistiske lære henviser ordet karma til en handling, der er drevet af intention. En handling, der er gjort bevidst (med hensigt) gennem krop, tale eller sind, fører til et fremtidigt resultat i form af en bestemt skæbne for den, der udfører handlingen. Buddha tilskrives følgende citat:
"Intention (cetanā), siger jeg jer, er karma. Ved forsæt skaber en person karma med kroppen, med talen og med sindet." 
Uanset om hensigten manifesterer sig i fysisk, vokal eller mental form, er det intentionen alene, der giver handlingen en moralsk karakter - om den er god, dårlig eller neutral. Man er selv ejer af sine handlinger og arving til sine handlinger - hvad enten man handler godt eller ondt. Karmaloven er det princip, at væsener bliver genfødt i overensstemmelse med naturen og kvaliteten af deres tidligere handlinger.
Forsætlige handlinger - og dermed karma - holder mennesket bundet til genfødsel i samsara. Inden for buddhismen ligger den virkelige betydning af læren om karma og dens frugter i erkendelsen af det presserende behov for at sætte en stopper for hele samsara-processen.  
Resultatet af handlingen kaldes vipaka (modning af karma, resultat af karma). Gode moralske handlinger fører til sunde genfødsler, og dårlige moralske handlinger fører til usunde genfødsler. Den vigtigste faktor er, hvordan handlingerne bidrager til andres velbefindende i positiv eller negativ forstand. Resultaterne af handlingerne for den, der udfører handlingerne, er smerte eller glæde, gode eller dårlige oplevelser.
Alt dette bliver betragtet som en naturlig proces af årsag og virkning. Karmiske resultater er ikke en dom, der bliver pålagt af en Gud, for der er ingen Gud i buddhismen. De er blot resultaterne af en naturlig proces.

### Anatta
Anatta (et pali-ord for ”ikke-selv”) er læren om, at der ikke eksisterer et uforanderligt, permanent selv (sjæl). Ligesom den ydre verden er også den indre verden præget af foranderlighed og flygtighed. Menneskets indre verden består kun af de foranderlige skandhaer. Eksempelvis er menneskets forestillinger kendetegnet ved, at de kommer og går. De forestillinger, man har som barn, er ikke de forestillinger, man har som voksen. Mennesket har ikke en permanent grundlæggende identitet. Det, der varer ved efter døden og i genfødslernes kredsløb, er ikke andet end et de foranderlige skandhaer, bag hvilke der ikke er en uforanderlig personkerne.
Der er dog problemer ved denne lære. Det kan synes at være svært at fastholde, at der ikke findes en konstant sjæl. Ganske vist sker der forandringer med et menneske gennem livet, men det synes alligevel at være den samme person, der engang var ti år, og som nu er halvfjerds år. Personen synes at have den samme grundlæggende identitet.
Det synes også at være svært at fastholde læren om ”ikke-selvet”, når buddhismen samtidig lærer, at der findes reinkarnation - at man fødes til et nyt liv – og at man i dette nye liv høster frugten af de gerninger, man har gjort i dette liv (læren om karma). Det må vel betyde, at det er den samme sjæl, der lever i de to liv?
Den buddhistiske filosof Nagasena, der levede omkring 150 f.Kr., prøvede at løse problemet ved at sammenligne skandhaerne med en flamme, der lyser gennem natten. Flammen i den første nattevagt er ikke den samme som flammen i den mellemste nattevagt. Og flammen i den mellemste nattevagt er ikke den samme som flammen i den sidste nattevagt. Men der er alligevel en forbindelse mellem flammerne. Alle nattens flammer føjer sig sammen i en uafbrudt rækkefølge. Derfor er den sidste flamme hverken den samme som den første flamme, men den er heller ikke en anden. På samme måde er den tiåriges skandhaer ikke de samme som den halvfjerdsåriges skandhaer, men de er heller ikke nogle andre. Der er en forbindelse og en kontinuitet mellem de to.
Ligesom der er en forbindelse mellem den skandhaerne i den tiårige og skandhaerne i den halvfjerdsårige, således er der også en forbindelse mellem skandhaerne i dette liv og skandhaerne i det næste liv, siger Nagasena. Der er ganske vist ikke tale om de samme skandhaer, men der er en forbindelse mellem dem. De første skandhaer skaber en karma, god eller dårlig, og disse skandhaer har en forbindelse til de skandhaer, som i det næste liv høster frugten af de førstes karma.

### Nirvana
Nirvana er den åndelige tilstand, som mennesket opnår, når det efter mange gentagne liv bliver udfriet af samsara, der er kendetegnet ved foranderlighed, begær, karma og genfødsel. Ordet "nirvana" betyder egentlig "pustet ud", som flammen i en olielampe. Det, der bliver pustet ud, er det begær, der holder livshjulet (samsara) i gang. Begæret skal udslukkes fuldstændigt, hvis nirvana skal opnås.
Nirvanatilstanden er egentlig ubeskrivelig. Alligevel beskrives nirvana forsøgsvist på forskellige måder i buddhismen. Den beskrives som ophør af alle lidelser, som ophør af alle handlinger, som ophør af genfødsler og lidelser, der er en konsekvens af handlinger. Nirvana beskrives også som en ild, der udslukkes på grund af mangel på brændstof, og som eliminering af begær.
Nirvana beskrives således negativt (hvad nirvana ikke er). Den beskrives dog også positivt nogle steder, f.eks. som "den grundfæstede lykke" og "saligheden".

### De Fire Ædle Sandheder
Grundlæggende i buddhismen er læren om De fire ædle sandheder:
Den første ædle sandhed: Livet er lidelse.
Den anden ædle sandhed: Lidelsen skyldes begæret.
Den tredje ædle sandhed: Lidelsens ophør består i, at begæret udslukkes.
Den fjerde ædle sandhed: Vejen til udslukkelsen af begæret, og dermed til lidelsens ophør, er den ædle ottefoldige vej: ret forståelse, ret beslutning, ret talemåde, ret handlemåde, ret levemåde, ret bestræbelse, ret tænken og ret koncentration.
Den første ædle sandhed er sandheden om, at livet er lidelse. Det pali-ord, der er oversat med "lidelse", er "dukkha". Ordet refererer til den smerte, utilfredshed, uro og stress, der kendetegner livet i samsara - det gentagne kredsløb af fødsel, død og genfødsel (reinkarnation) i den jordiske verden. Sandheden om dukkha er den grundlæggende indsigt i, at livet i denne verden med dens foranderlighed og forgængelighed er utilfredsstillende. Dukkha kan oversættes som "den utilfredsstillende natur og den generelle usikkerhed ved alle betingede fænomener". Ordet refererer ikke til isolerede lidelser, men til den generelle iboende utilfredsstillende natur af midlertidige tilstande og ting, herunder behagelige. Mennesker forventer uforanderlig og uforgængelig lykke fra tilstande og ting, der er foranderlige og forgængelige, og derfor bliver de skuffede og kan ikke opnå sand lykke. Lidelse opstår, når man identificerer sig med eller klamrer sig til skandhaerne. Denne lidelse slukkes ved at opgive tilknytning til aggregaterne.
Den anden ædle sandhed er sandheden om, at lidelsen skyldes begæret. Det pali-ord, der er oversat med "begær" er "taṇhā". Ordet betyder egentlig "tørst", men her bruges det om livstørsten generelt. Det kan også oversættes med "tilknytning". Taṇhā er tilknytning til tilstande og ting, der er foranderlige og forgængelige; det er tilknytning til samsara. Taṇhā er begær efter fortsat eksistens og begær efter nydelser i denne eksistens.
Den tredje ædle sandhed er sandheden om, at lidelsens ophør består i, at begæret udslukkes. Ophævelsen eller udslukkelsen af begæret er identisk med nirvana. Det er netop begæret, der holder gang i samsaras kredsløb.
Den fjerde ædle sandhed er sandheden om, at vejen til udslukkelsen af begæret, og dermed til lidelsens ophør, er den ædle ottefoldige vej: ret forståelse, ret beslutning, ret talemåde, ret handlemåde, ret levemåde, ret bestræbelse, ret tænken og ret koncentration. Ret forståelse er forståelsen af de fire ædle sandheder. Ret beslutning, der også kan også forstås som "ret forsæt" eller "ret vilje", handler om at være opsat på harmløshed og afholdenhed fra dårlige tanker og handlinger. Ret talemåde er at tale sandt, at undgå sladder og at undgå tale, der fører til splittelse. Ret handlemåde er at afstå fra at skade levende væsner, at afstå fra at stjæle og at afstå fra utroskab. Ret levemåde består blandt andet i at afstå fra at tjene penge på eller beskæftige sig med handel med våben, handel med mennesker, handel med kød, handel med rusmidler og handel med gift. Ret bestræbelse er at være vedholdende. Ret tænken er at være opmærksom på sin krop og sine tanker (så man kan forlade dårlige tanker og følelser). Ret koncentration er træning i meditation.

## Buddhismen som religion
Buddhismen som religion er karakteristik ved, at den almindeligvis ikke forholder sig til overnaturlige skabninger (som Gud eller guder). Man siger derfor almindeligvis, at buddhismen skal betragtes som en ikke-teistisk religion, dvs. en religion uden en tro på en personlig Gud.
Der findes dog i buddhismen visse religiøse praksisser, såsom at ofre til en statue af Buddha. Der findes også nogle retninger og skoler, der tilbeder og giver offer til forskellige guder, der er lavet af guld eller lignende. En række steder er buddhismen blevet optaget i lokale skikke og i lokal folketro, uden at den af den grund har fjernet sig fra det, der er kernen i Buddhas lære. I visse lokale former for buddhisme har man således en mytologi, hvori der indgår guder. Men også disse guder er ansvarlige for deres handlinger. De skaber deres egen karma, bliver født og dør, og ingen gud kan tilintetgøre menneskenes karma.
Buddhismen som religion er endvidere karakteristisk ved, at den udtrykker sig sprogligt negativt. Den taler om, at livet i samsara er lidelse, og at det gælder om at befries fra samsara. Om nirvana siges det, hvad det ikke er og ikke indeholder: Nirvana er ikke samsara og nirvana indeholder ikke lidelse, foranderlighed, begær, handlinger, karma og genfødsler. 
Den negative udtryksmåde skal ikke forstås sådan, at buddhister går rundt og er nedtrykte. Den skal forstås sådan, at der her er tale om en bestemt synvinkel på tilværelsen. Der tales om det, der skal undgås, og ikke så meget om det, der skal opnås. I forbindelse med nirvana er den negative udtryksmåde tillige udtryk for, at nirvana egentlig ikke kan beskrives positivt. Derfor foretrækkes den negative beskrivelse.
Buddha afviser at drøfte dybe filosofiske spørgsmål, f.eks: Er verden evig eller ikke-evig? Er verden endelig eller uendelig? Er sjælen det samme som legemet, eller er den forskellig derfra? Buddha forklarer, hvorfor han afslår at drøfte disse spørgsmål: "Fordi det ikke fører til noget, fordi det intet har at gøre med at føre et helligt liv, fordi det ikke fører til lede ved verden, til befrielse, til standsning af begæret, til sindsro, dyb indsigt, oplysning, til nirvana!" 
Hvordan man udfører Buddhismen i praksis, afhænger af retning og individ og er altid påvirket af de kulturelle omgivelser. Buddhismen er i sit historiske forløb blevet tilpasset forskellige ritualer og kulturelle forhold. Eksempelvis er zenbuddhismen en buddhistisk retning, der fortrinsvis findes i Japan, Vietnam og Kina.

## Buddhismens tre hovedretninger
Buddhismen dyrkes i hele verden, dog mest i Østasien, i forskellige variationer, hvoraf de tre store hovedretninger er:
- Theravada
- Mahayana
- Vajrayana – også kendt som diamantvejsbuddhisme eller tibetansk buddhisme.

Vajrana er en gren af Mahayana, som igen er en gren af Theravada.
Der findes mange forskellige skoler, som hver lægger vægt på forskellige dele af Buddhas belæringer.
I Theravadabuddhismen kendetegnes al eksistens ved tre ting:
1. Aniccā - "midlertidighed"
2. Dukkha - "lidelse"
3. Anatta - "ikke-selv"

I Mahayanabuddhismen anvendes fire kendetegn:
1. Anityākāra - "midlertidighed"
2. Duḥkhākāra "utilfredsstillelse"
3. Sūnyākāra - "tomhed"
4. Anātmākāra - "selvløshed"

Mahayana-grenen opstod omkring 200 år efter Buddhas død.
Theravada kaldes også Hinayana ("det lille fartøj"). Hinayana og Mahayana ("det store fartøj") er gamle betegnelser. Man kan også kalde Mahayana for Boddhisattva-jana ("Boddhisattvaens fartøj"). 
Skismaet mellem de to hovedretninger opstod i perioden fra 100 f.Kr. til 100 e. Kr. Nogle skelner også mellem den "sydlige" buddhisme (mahayana) og den "nordlige" buddhisme (theravada).
Ifølge tibetansk buddhistisk mytologi er Buddha den fjerde af de 1.000 buddhaer, som indleder en periode med buddhisme, mens der er liv i dette univers.

## Buddhisme i Østen og i Vesten
Der findes mange beskrivelser af, hvad buddhismen er, og der er stor forskel på den buddhisme, der praktiseres i Østen, og den buddhisme, der praktiseres i Vesten. Buddhisme i Østen er præget af mange ritualer og traditioner, der oftest er kulturelt betingede. Buddhisme i Vesten er mere praktisk orienteret og handler først og fremmest om meditation og om at bruge buddhismen i dagligdagen.

## Buddhismen som filosofi
Nogle opfatter hovedsageligt buddhismen som en filosofi eller en livsanskuelse. Som filosofi er buddhismen først og fremmest en søgen efter højere bevidsthed, der også forbindes med begrebet opvågnen. Nogle fremhæver de filosofiske træk ved buddhismen, mens andre mener, at buddhismen helt generelt bør forstås som en filosofi og ikke som en religion i gængs forstand. Buddhismen har siden sin begyndelse være præget af en lang række filosofiske skoler og tænkere. Disse har enten systematiseret eller uddybet buddhismens lære.

## Buddhismen som psykologi
Buddhismen omfatter en psykologisk model, som søger at kortlægge de mekanismer der gør, at mennesker tænker, føler og handler, som de gør. Buddhistisk praksis går i høj grad ud på at genkende og forstå sig selv i henhold til denne model, så ens tanker og handlinger kommer over i et frugtbart, konstruktivt og etisk gavnligt spor. Det er muligt at betragte visse dele af buddhistisk praksis som en form for kognitiv terapi.

## Lægfolk og munke/nonner
Buddhisme kan praktiseres af både lægfolk og munke/nonner.
Lægfolk lever et almindeligt liv med civil uddannelse, arbejde og familie. Samtidig mediterer de og arbejder med at integrere buddhismen i deres dagligdag.
Munke og nonner lever oftest i klostre i cølibat og arbejder inden for klostrets virke i buddhistisk øjemed.
Theravada, den mongolske Vajrayana og flere af Mahayanas munke og nonner er aktive i deres lokalsamfund og stiller ofte, som en del af deres praksis, deres arbejdskraft gratis til rådighed, eksempelvis i forbindelse med opførelsen af bygninger.

### Lægfolk
Lægfolk følger som udgangspunkt fem forskrifter:
1. At afstå fra at dræbe levende væsner
2. At afstå fra at tage, hvad der ikke bliver givet
3. At afstå fra seksuel uterlighed
4. At afstå fra forkert talemåde
5. At afstå fra at bruge rusmidler, som fører til uforsigtighed

Derudover tager lægfolk tilflugt til de tre grundpiller i buddhismen: 1) Buddha'en, 2) den buddhistiske lære (dhamma) og 3) det buddhistiske klostervæsen (sangha). Sanghaen består af munke og nonner (bhikkhu-sangha og bhikkhuni-sangha), men kan også være en betegnelse for gode buddhister (ariya-sangha, "de ædle").
Buddha gav i flere suttaer sin lærdom videre på en måde, som almindelige lægfolk med arbejde, familie og verdslige forpligtelser kan leve op til. Se under lægbuddhister.

### Munke og nonner i buddhismen
Nye munke og nonner følger 10 forskrifter:
1. At afstå fra at dræbe levende væsner
2. At afstå fra at tage, hvad der ikke bliver givet
3. At afstå fra seksuelt samvær
4. At afstå fra forkert talemåde
5. At afstå fra at bruge rusmidler, som fører til uforsigtighed
6. At afstå fra at spise på det forkerte tidspunkt (uddybet i Vinaya Pitaka)
7. At afstå fra at danse, synge, spille musik og se underholdning
8. At afstå fra at bruge parfume og pynte sig
9. At afstå fra at ligge i en høj eller luksuriøs seng
10. At afstå fra at modtage penge

Fuldt ordinerede munke følger 227 leveregler (bhikkhu pāṭimokkha), mens fuldt ordinerede nonner følger 311 (bhikkhunī pāṭimokkha).

## Antal buddhister
Antallet af buddhister er usikkert, da der ikke findes nogen samlet opgørelse. I Østasien er der nogle, der praktiserer buddhisme sammen med shamanisme, animisme, taoisme, konfucianisme, shintoisme og andre traditionelle religioner eller filosofier. De forskellige skøn over antallet af buddhister varierer, afhængigt af hvordan buddhistisk efterlevelse er defineret. Hvis Kinas voksende buddhistiske befolkning skal medregnes, så kan antallet af buddhister være mellem 1,2 og 1,6 milliarder. Andre kilder regner med mellem 350 millioner og 1,5 milliarder buddhister.

## Den japanske myte om Buddha Shakyamuni
Den følgende skildring af Buddha Shakyamuni (også kendt som Siddhartha Gautama) er blot en af mange versioner af Buddhas historie:

### De fire tegn
Selv om Gautama levede et liv i luksus, følte han sig fanget og ulykkelig. En dag kørte han – mod sin fars ønske – en tur i karet uden for paladsets område. Først så han en gammel mand, så en syg mand med mange smerter, og derpå en død mand. Gautama blev chokeret over al denne lidelse, der mødte ham. Han spurgte sin kusk, hvad det betød, og fik at vide, at alderdom, sygdom og død rammer alle mennesker. Til sidst så han en asket klædt i enkelt tøj, og som virkede glad og tilfreds. Gautama besluttede, at han ville være ligesom ham og søge efter forklaringen på al den ulykke, han så i verden.

### Et nøjsomt liv
Om aftenen efter køreturen forlod Gautama paladset klædt i munkeklæder og levede de følgende seks år i skovene sammen med fem hellige læremestre. Det var et meget hårdt liv. Gautama sultede sig, indtil han var så tynd som et skelet. Legenden siger, at han levede af ét riskorn om dagen. Han fandt imidlertid ikke de svar, han søgte efter.

### Gautama bliver til Buddha
I sin fortvivlelse forlod Gautama skovene og sine rejsevenner og begav sig til byen Bodh Gaya. Mens han sad under et stort bodhitræ, blev han oplyst og tilbragte de næste 49 dage og 49 nætter med at meditere. Han opdagede, at mennesker lider, fordi de ikke er tilfredse med det, de har. De ønsker altid mere. Han så også en vej ud af denne elendighed. Derefter blev Gautama kendt som Buddha, ”den fuldt oplyste.”

### Liv og død
I de følgende 45 år levede Buddha som munk og rejste rundt i Indien sammen med sine tilhængere. Han fortalte menneskene, hvordan de kunne blive lykkelige. Han døde 80 år gammel i byen Kushinagara. Buddha døde liggende på siden i en afslappet stilling. Buddhister kalder hans død for parinirvana. Det betyder, at hans arbejde som Buddha var veludført, og at han nu for sidste gang kunne indtræde i Nirvana. Legenden fortæller, at jordskælv rystede jorden, både da han opnåede oplysning, og da han døde.
Buddha vidste af erfaring, at glæde hverken kommer af at leve et behageligt liv i nydelser eller af at leve et liv i afholdenhed og selvplageri. Han lærte mennesker at følge den ædle ottefoldige vej mellem de to yderpunkter. Ved at følge denne vej kunne mennesker overvinde grådighed og begær og den elendighed, som fulgte med. De kunne også lære at leve et mere omsorgsfuldt liv i deres søgen efter at nå oplysning. Buddha lærte dem tillige, at det er op til den enkelte at virkeliggøre sandheden for sig selv. Hans lære var kun ment som en hjælp og rettesnor.